# Валя-Петрій
Валя-Петрій (рум. Valea Petrii) — село у повіті Мехедінць в Румунії. Входить до складу комуни Греч.
Село розташоване на відстані 238 км на захід від Бухареста, 34 км на схід від Дробета-Турну-Северина, 63 км на північний захід від Крайови.

## Населення
За даними перепису населення 2002 року у селі проживали 53 особи, усі — румуни. Усі жителі села рідною мовою назвали румунську.